# Leninski rajon, Minsks voblast
Leninski rajon (belarusiska: Ленінскі раён) är en rajon i Minsks voblast, Belarus. Området är uppkalat efter Vladimir Lenin. Det ligger i huvudstaden Mіnsk och är därför mycket tätbefolkat med över 200 000 invånare på en yta av 26 km2. Dinamostadion liger i området.